# Macroplata
Macroplata ("velké pláty") byl rod vývojově primitivního pliosaura z období rané jury, měl stále mnohé společné znaky s plesiosauřími předky: dlouhý krk s 29 obratli a poměrně malou hlavou. Dva jedinci z Anglie, časově od sebe vzdáleni zhruba 15 miliónů let, osvětlili trend evoluce pliosaurů. Vývojově mladší druhy měly delší hlavu a poněkud větší tělo. U pliosaurů byly končetiny větší a silnější než u plesiosaurů, což jim umožňovalo kořist ve vodě pronásledovat. Zástupci tohoto rodu byli dlouzí kolem 4,5 metru.